# Teatro experimental

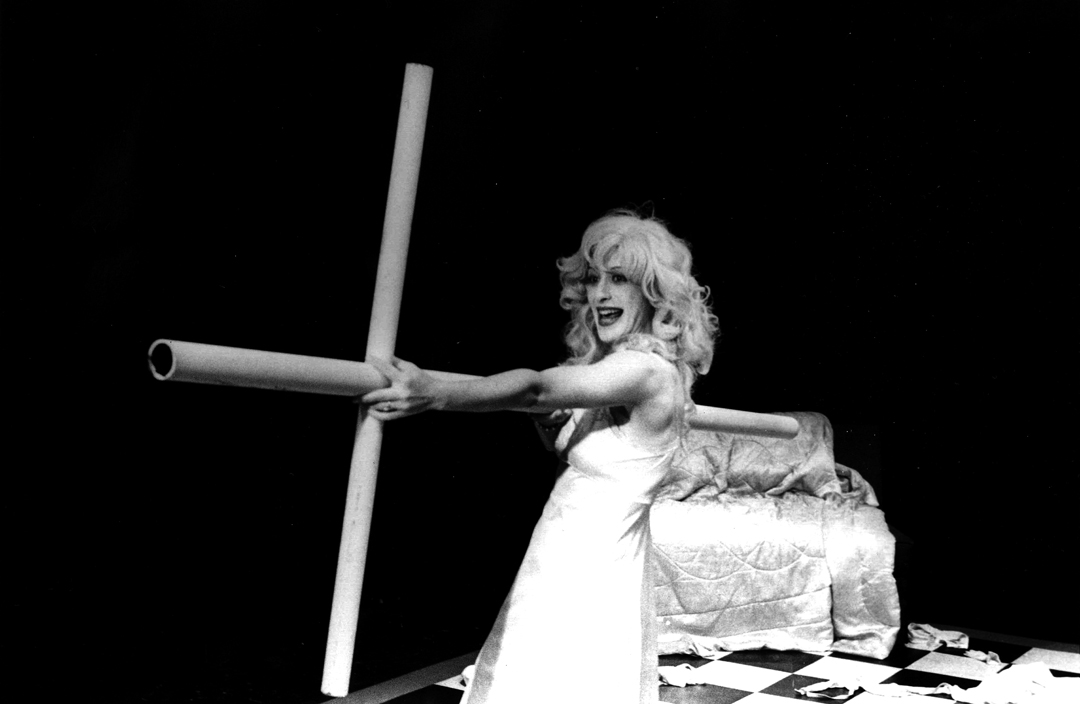
Robin Bittman na produção de 1981 do Corner Theatre ETC de The White Whore and the Bit Player, de Tom Eyen, dirigida por Brad Mays

Teatro experimental é uma forma de expressão artística que desafia as convenções tradicionais do teatro, explorando novas formas de narrativa, encenação e interação com o público. Caracteriza-se pela sua abordagem inovadora e frequentemente provocadora, onde os limites do teatro convencional são ultrapassados para criar experiências imersivas e transformadoras. Utilizando técnicas variadas como a improvisação, a performance, a fusão de diferentes disciplinas artísticas (como a dança, a música e as artes visuais) e o uso de novas mídias, o teatro experimental procura romper com a estrutura clássica de enredo e personagem, oferecendo uma reflexão crítica sobre a sociedade, a política e a condição humana. Essa vertente teatral é conhecida por questionar o próprio papel do teatro e do espectador, frequentemente dissolvendo a linha entre o palco e a plateia.

## Contexto histórico e evolução
As origens do teatro experimental remontam ao final do século XIX, quando grupos iniciaram investigações sobre a dramaturgia além do texto escrito, buscando resgatar elementos da representação ritual e da performance. No século XX, movimentos como o teatro do absurdo e as vanguardas – incluindo as experiências de figuras como Antonin Artaud, Erwin Piscator e Bertolt Brecht – estimularam a criação de práticas mais ousadas. Após a Segunda Guerra Mundial, a efervescência cultural e a contestação dos modelos tradicionais propiciaram o surgimento de diversos grupos experimentais, que se consolidaram em diferentes regiões do mundo. Por exemplo, o Living Theatre (EUA) e o Théâtre du Soleil (França) são marcos internacionais desse movimento.
No Brasil, além de pioneiros como o Teatro Experimental do Negro (TEN), fundado em 1944 por Abdias do Nascimento, surgiram companhias como o Teatro Oficina e diversos grupos regionais (ex.: Teatro Experimental de Cascais, TEM, TEC e outros) que contribuíram para a renovação estética e política do teatro nacional.

## Características e abordagens
Entre os principais traços que definem o teatro experimental, destacam-se:
- Ruptura com a narrativa linear: As produções costumam desestabilizar a estrutura clássica de enredo, optando por sequências fragmentadas, não-lineares e, muitas vezes, interativas.[5]
- Interdisciplinaridade: Combina diferentes linguagens artísticas – dança, música, artes visuais e tecnologia – para criar experiências sensoriais e integradas.[5]
- Participação do público: Em muitas propostas, o espectador é convidado a romper a barreira entre plateia e cena, contribuindo ativamente para a construção do espetáculo.[5]
- Experimentação técnica e estética: O uso de técnicas de improvisação, movimentos corporais e a exploração de novos recursos digitais (realidade aumentada, projeções interativas) ampliam as possibilidades cênicas.[6]
- Envolvimento social e político: O teatro experimental frequentemente dialoga com temas atuais, promovendo debates sobre questões como desigualdade, racismo, opressão e meio ambiente.[5]

## Movimentos e grupos relevantes
- Living Theatre: foi uma companhia de teatro experimental fundada em 1947 nos EUA por Judith Malina e Julian Beck. Desafiava convenções teatrais, promovendo performances interativas e críticas à sociedade. Seu impacto foi marcante no teatro de vanguarda e na contracultura.[7]
- Théâtre du Soleil (França): Reconhecido por suas montagens coletivas, que misturam rituais e experimentações visuais, influenciando gerações posteriores.

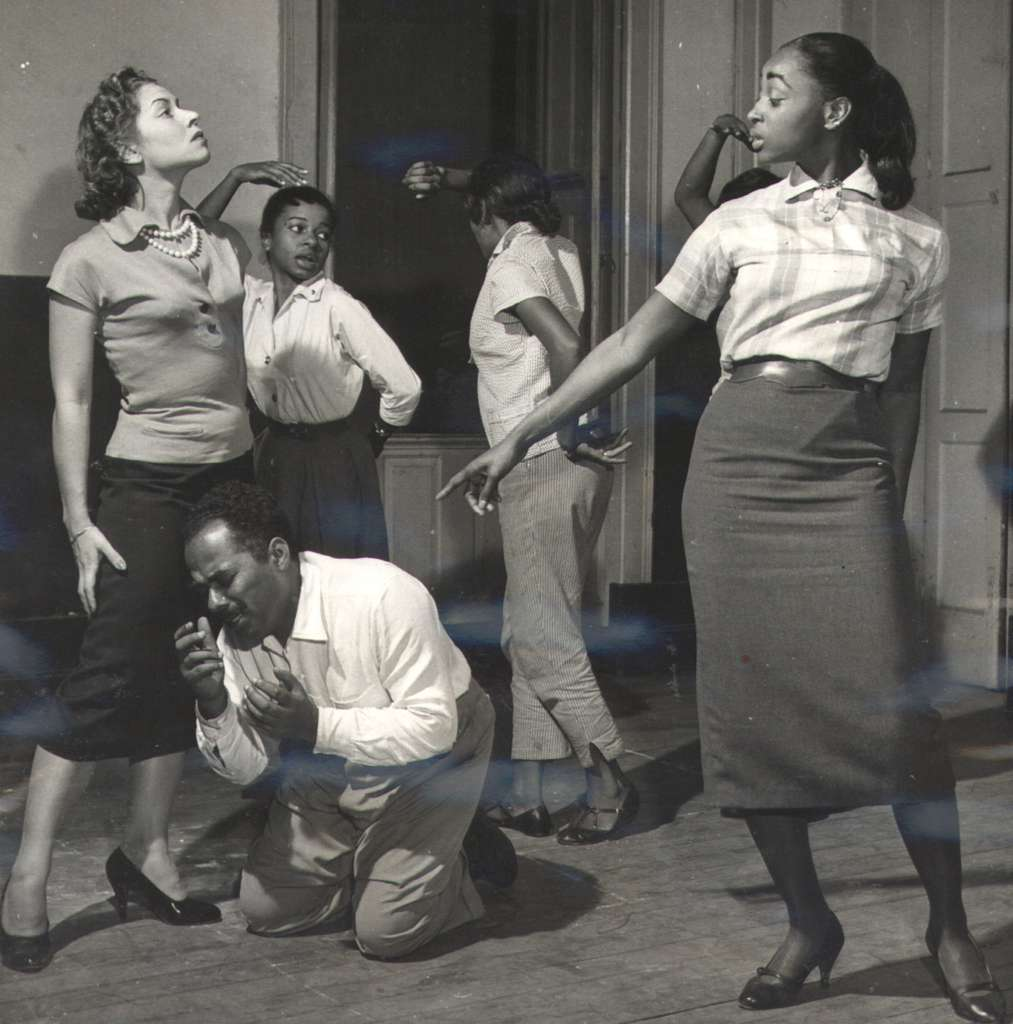
Teatro experimental do negro ensaiando Sortilégio, com Abdias do Nascimento, com Léa Garcia

- Teatro Experimental do Negro (TEN): Fundado por Abdias do Nascimento em 1944, teve papel pioneiro na inclusão e valorização da cultura afro-brasileira, sendo um dos primeiros a adotarem artistas negros, atuando tanto no campo artístico quanto na luta contra o racismo.[4]

- Teatro Oficina: ficou conhecido por sua abordagem revolucionária nos anos 1960 e 1970, combinando rituais, política e experimentação estética.
- Lume Teatro (UNICAMP): Núcleo interdisciplinar de pesquisas teatrais da Unicamp, investiga o trabalho do ator e a relação entre corpo e emoção por meio de métodos experimentais. Ele possui como um de seus dos pilares de pesquisa a criação, estando vinculado com as atividades de extensão do programa contínuo "Pedagogias em Movimento", processos pedagógicos próprios de curta e média duração realizados de forma contínua e intensiva, visando a potencialização singular do corpo e voz com vistas a geração de uma presença relacional do ator e atriz a partir de treinamentos e trabalhos práticos investigados. Essa prática do Lume acontece desde sua criação em 1985.[8]
- Teatro del Barrio (Espanha): Exemplo de companhias que apostam na descentralização e na democratização do espaço teatral, integrando o compromisso social à inovação cênica.[9]
- Kulunka Teatro (Itália/Espanha): Com foco no teatro de máscaras, a companhia explora a comunicação não verbal para criar experiências universais, sendo reconhecida internacionalmente.[10]
- Grupos de teatro experimental regionais: Diversos coletivos, como o Ói Nóis Aqui Traveiz (Tribo de Atuadores, RS)[11] e o Projeto Gompa (Porto Alegre),[12] têm contribuído para a difusão do teatro experimental no Brasil, explorando desde intervenções urbanas até práticas pedagógicas inovadoras.

## Impacto e contribuições
O teatro experimental tem desempenhado um papel central na evolução das artes cênicas, contribuindo para:
- A Transformação da Linguagem Teatral: Ao romper com as estruturas tradicionais, o teatro experimental abriu caminho para novas formas narrativas e estéticas.[1]
- A Democratização do Acesso às Artes: A dissolução de barreiras entre artistas e público promove uma experiência coletiva, tornando a arte mais acessível e participativa.[1]
- A Reflexão Crítica da Realidade: Ao abordar temáticas sociais, políticas e culturais, essa vertente teatral estimula o debate e o engajamento cidadão, influenciando tanto a prática artística quanto a percepção do público.[13]

## Perspectivas teóricas e críticas
O teatro experimental também se apoia em profundas reflexões teóricas e críticas que o diferenciam como campo de estudo interdisciplinar. Entre os teóricos que influenciaram a prática experimental, destacam-se:
- Jerzy Grotowski: Seu conceito de “teatro pobre” enfatiza a essência do espetáculo a partir da relação direta entre ator e espectador, eliminando excessos cenográficos.[14]
- Richard Schechner: Pioneiro nos Estudos da Performance e fundador do The Performance Group of New York (em 1967), propôs uma abordagem que dialoga entre teatro, antropologia e rituais, ampliando a compreensão do ato performático.[15]
- Estudos da Performance: Este campo interdisciplinar investiga não só as montagens cênicas, mas também as práticas do cotidiano, os rituais e as manifestações culturais, contando com referências de pesquisadores como Victor Turner e Erving Goffman.[16]

Além disso, trabalhos acadêmicos e publicações em revistas especializadas – como a reportagem presente em Rede Globo - Globo Teatro – vêm discutindo as novas formas de representação, a integração entre arte e tecnologia e a importância dos espaços de criação experimental para o desenvolvimento da cultura contemporânea, pontos que estão cada vez mais presentes no nosso cotidiano.

## Teatro, gentrificação e urbanismo
No teatro, é muito comum que vejamos temas como a gentrificação e o urbanismo. Diversas produções teatrais recentes, especialmente na Europa e na América Latina, têm usado o palco para comentar a transformação das cidades. Reportagens recentes, como a do El País intitulada “Prometeo encadenado a su casa para evitar el desahucio: el teatro aborda la gentrificación y la crisis de la vivienda”, demonstram como peças estão utilizando metáforas clássicas – como a do mito de Prometeu – para representar a luta das populações contra a especulação imobiliária e a expulsão forçada dos moradores tradicionais. Essas obras exploram, por meio da narrativa, o impacto emocional e social da gentrificação, destacando a tensão entre o passado histórico e o presente urbano caótico.

## Performance participativa e imersiva
No teatro experimental, a participação do público deixou de ser apenas um complemento à encenação para se tornar parte integral do processo criativo. Esse modelo de performance participativa e imersiva traz diversos elementos:

### Interação direta com o público
As produções que adotam essa abordagem buscam romper a barreira tradicional entre palco e plateia. Os espectadores podem influenciar o desenrolar da narrativa por meio de escolhas interativas, votações, ou até mesmo integrando cenas, transformando-se em co-criadores da experiência teatral.

Logo da Cia. Barbixas de Humor. Grupo teatral focado em improviso.

### Exemplos de grupos participativos
Grupos como Os Barbixas exemplificam essa tendência. Conhecidos por seu humor, improvisação e capacidade de engajar o público. Os Barbixas realizam apresentações em que o espectador é frequentemente convidado a participar, contribuindo com sugestões e interagindo com os atores de forma espontânea. Outros exemplos semelhantes incluem:
- Tribo de Atuadores Ói Nóis Aqui Traveiz: Este grupo utiliza a interação e a improvisação para romper com os padrões tradicionais, fazendo com que o público se torne parte ativa da performance.[11]
- GeneraZión Valiente: Uma companhia formada por jovens da geração Z que explora um teatro autodocumental, onde os atores interpretam suas próprias vidas e o público tem um papel interativo na construção da narrativa.[21]
- Kulunka Teatro: Especializada no teatro de máscaras, utiliza a ausência de texto para enfatizar gestos e expressões, permitindo uma comunicação direta e emocional que convida o público a uma experiência imersiva.[22]

### Improvisação
Técnicas de improvisação são essenciais para esse modelo de performance, pois permitem que o espetáculo se ajuste às reações do público em tempo real, mantendo a espontaneidade e a autenticidade do momento. Essa dinâmica é muitas vezes vista como uma forma de resistência às formas pré-determinadas de narrativa, favorecendo a criação de um ambiente colaborativo e inovador.

## Teatro experimental na atualidade
No século XXI, o teatro experimental continua a se reinventar. A incorporação de tecnologias digitais – como projeções interativas, realidade aumentada e plataformas online – permite novas formas de interação e amplia o campo das possibilidades artísticas. Essa constante evolução reafirma o papel do teatro experimental como espaço de inovação, crítica social e transformação cultural.
Em resumo, o teatro experimental na atualidade caracteriza-se pela busca incessante por inovação, pela fusão de linguagens artísticas e pela abordagem de temas sociais relevantes, consolidando-se como uma ferramenta essencial para a evolução e diversificação das artes cênicas.